# Горчакова, Елена Егоровна
Елена Егоровна Горчакова (17 мая 1933, Москва — 27 января 2002) — советская копьеметательница, двукратный призёр Олимпийских игр. Заслуженный мастер спорта СССР (1964)

## Биография
Впервые взяла в руки копьё в детско-юношеской спортивной школе Мосгороно в 15 лет. Учил её мастерству метания копья и за три года тренировок довёл её технику в этом виде спорта до совершенства главный тренер спортшколы Олег Вячеславович Константинов. В 1952 году на Олимпийских играх в Хельсинки завоевала бронзовую медаль в метании копья. В 1963 году стала чемпионкой СССР, в 1964 году вновь завоевала бронзовую медаль Олимпийских игр, причём в квалификационном туре установила мировой рекорд в метании копья (62,4 м), продержавшийся 8 лет. В 1965 году Елена Горчакова вновь стала чемпионкой СССР.
Елена Егоровна Горчакова скончалась 27 января 2002 года в возрасте 68 лет.